# Gare de Donges
Gare de Donges – przystanek kolejowy w Donges, w departamencie Loara Atlantycka, w regionie Kraj Loary, we Francji.
Stacja zostałaotwarta w 1857 przez compagnie du chemin de fer de Paris à Orléans (PO). Dziś jest to przystanek Société nationale des chemins de fer français (SNCF) obsługiwany przez pociągi TER Pays de la Loire między Le Croisic – Saint-Nazaire i Nantes.